# Highland (Kalifornija)
Highland je grad u američkoj saveznoj državi Kalifornija. Prema popisu stanovništva iz 2010. u njemu je živjelo 53.104 stanovnika.